# MFE (Automarke)
MFE war eine britische Automarke.

## Markengeschichte
Roger Mossop gründete 1984 das Unternehmen Metro Fibre Engineering (MFE) in Tangmere in der Grafschaft West Sussex. Er begann mit der Produktion von Automobilen und Kits. Der Markenname lautete MFE. 1986 erfolgte die Umfirmierung in Motorspeed. Ab 1988 setzte Scorhill Motors aus Godalming in Surrey die Produktion fort, die 1992 nach Walton-on-Thames in Surrey zogen. Ab 1993 firmierte das Unternehmen als Scorhill Motor Company und hatte seinen Sitz in Chertsey in Surrey. 1996 endete die Produktion. Insgesamt entstanden etwa 83 Exemplare.

## Fahrzeuge
Das einzige Modell war der Magic. Eine Quelle beschreibt den Sportwagen als eine Mischung aus einem Fahrzeug im Stil der 1930er Jahre und einem Freizeitfahrzeug. Ein spezielles Fahrgestell bildete die Basis. Darauf wurde eine offene Karosserie aus Fiberglas montiert. Vierzylindermotor und Antrieb kamen anfangs vom MG B und später vom Ford Cortina.